# پل مارتین
پل مارتین (انگلیسی: Paul Martin؛ زاده ۲۸ اوت ۱۹۳۸) یک سیاست‌مدار اهل کانادا است.